# Сибирский диксиленд
Сибирский диксиленд — советский и российский джазовый оркестр, созданный в 1988 году. Коллектив Новосибирской государственной филармонии. Основатель — Борис Балахнин.

## История
Оркестр был основан в конце 1988 года группой музыкантов, сплотившихся вокруг Бориса Балахнина, известного кларнетиста и саксофониста.
Музыкальный коллектив часто выезжал в разные города и постсоветские республики, выступал на джазовых фестивалях (в том числе в Эстонии и Финляндии), гастролировал по Германии, Голландии и Китаю. С 1991 года число выступлений заметно увеличилось.
С 1994 года оркестр неоднократно приглашался на теплоходы фирмы Silja Line для участия в рекламной кампании джазового фестиваля Pori Jazz (Финляндия). В этот же год получил статус филармонической организации.
В 2001 году Сибирский диксиленд успешно выступил в норвежском городе Молда. В этом же году он принял участие в джаз-фестивале в Коста-Месе (США), став первым иностранным коллективом в его истории и заняв при этом первое место среди всех участников по итогам опроса; здесь же оркестру преподнесли «Золотой диск» и организовали фан-клуб; джазовая газета The American Rag, в свою очередь, посвятила творчеству новосибирского оркестра несколько полос.

## Характер творчества
Вместе с музыкой новоорлеанского стиля в репертуаре Сибирского диксиленда присутствуют также произведения, близкие к эпохе свинга и даже работы более позднего периода, что связано с личными творческими особенностями музыкантов команды.

## Музыканты
- Б. Балахнин — первый руководитель;
- С. Гершенович (заслуженный артист России) — труба;
- И. Гулый — аранжировка, клавиши;
- С. Панасенко — контрабас, туба;
- С. Полянский — тромбон;
- Д. Костин — туба;
- А. Базанов — ударные
- В. Кирпичев — ударные
- И. Кривцов — банджо;
- Е. Голованов — саксофон;
- В. Добряков — тромбон[2][3][4].

## Дискография
Джаз-оркестр записывает компакт-диски со своими лучшими выступлениями.